# Rhodos
Rhodos (neugriechisch Ρόδος Ródos [ˈrɔðɔs] (f. sg.); altgriechisch Ῥόδος Rhódos, italienisch Rodi) ist mit rund 1401 Quadratkilometern nach Fläche die viertgrößte, nach Einwohnerzahl aber die drittgrößte Insel Griechenlands und die Hauptinsel der griechischen Inselgruppe Dodekanes in der Südost-Ägäis. Nach der Volkszählung von 2011 hatte die Insel 115.490 Einwohner. Davon lebt fast die Hälfte in der Stadt Rhodos, dem Hauptort und touristischen Zentrum im Norden. Die Einwohner heißen Rhodier. Das Wappentier von Rhodos ist der springende Hirsch, der Elafos genannt wird.
Die Insel bildet seit der Verwaltungsreform 2011 die Gemeinde Rhodos und zusammen mit den Inselgemeinden Megisti, Symi, Tilos und Chalki den Regionalbezirk Rhodos (Περιφερειακή Ενότητα Ρόδου Periferiakí Enótita Ródou), der 20 Abgeordnete in den 51-köpfigen Regionalrat der Region Südliche Ägäis entsendet.

## Name
Der Name Rhodos leitet sich nicht von altgriechisch τὸ ῥόδον ‚Rose‘ ab, sondern ist vorgriechisch. Eher besteht ein Zusammenhang mit dem wohl phönizischen Ursprung des neugriechischen Wortes für Granatapfel, η ροδιά (rodia). Bis 1982 wurde der Name im Neugriechischen wie im Altgriechischen mit dem Hauchzeichen (Spiritus asper) geschrieben, was im Deutschen durch h wiedergegeben wird (Rhodos).

## Geographie

### Lage

Panorama an der Ostküste
In der Ebene liegen links Charaki und Masari, rechts Kalathos

Rhodos liegt auf der Trennlinie zwischen der inselreichen Ägäis, von der es einen Teil des Südostrandes bildet, und dem inselarmen Levantischen Meer, beides Teilmeere des Mittelmeers.
Rhodos ist 78 km lang und 38 km breit. Ihr Zentrum ist von Athen, der griechischen Hauptstadt auf dem europäischen Festland, rund 430 km entfernt. Von der Nordwestküste am Rhodes International Airport (Diagoras) sind es in Richtung Norden bis zur türkischen Südwestküste nur etwa 17,5 km, was die geringste Entfernung der Insel zu Kleinasien ist. Der Westküste sind die kleineren Inseln Chalki (9 km) und Alimia (7 km) sowie weitere sogenannte Schäferinseln vorgelagert.

### Landschaftsbild
Die Landschaft ist insbesondere im Inneren von Bergen und Kiefernwäldern geprägt. Die höchsten Erhebungen sind der Attavyros mit 1215 m über dem Meer, der Akramitis mit 825 m, sowie der Profitis Ilias mit 798 m. Die bis an die Küsten reichenden Berge fallen meist steil zum Meer ab. Der Süden und Norden der Insel sind deutlich flacher. Im Süden liegt die kleine Halbinsel Prasonisi.

### Klima
Rhodos zählt mit über 3000 Sonnenstunden im Jahr zu den sonnigsten Regionen Europas. Von Mitte Mai bis Mitte September ist kaum Regen zu erwarten. Die ausreichende Wasserversorgung ist dank der Kalkgebirge ganzjährig gesichert. Unter anderem werden auch die Nachbarinseln Symi und Chalki durch Schiffslieferungen mitversorgt.
In den Monaten Juli und August sind Temperaturen bis 40 °C nicht nur im Landesinneren keine Seltenheit. Der Seewind kühlt allerdings an der Westküste die Temperaturen auf etwa 28 bis 32 °C, an der Ostküste sind dann meist 35 bis 40 °C zu erwarten. Die relativ niedrige Luftfeuchtigkeit macht die Hitze erträglich. Nachts sinken die Temperaturen auf 23 bis 20 °C. Die Wassertemperatur erreicht im August etwa 27 °C. Baden ist bis in den November möglich.
Die kühlste Zeit ist in den Monaten Januar und Februar. Tagsüber liegen die Temperaturen zwischen 12 und 18 °C, nachts bei 8 bis 12 °C. Frost kann praktisch ausgeschlossen werden, obwohl auf dem Attavyros (1.215 m), dem höchsten Berg auf Rhodos, manchmal Schneefall zu verzeichnen ist. Die niedrigsten Wassertemperaturen werden Ende Februar bzw. Anfang März mit 16 bis 17 °C erreicht.
Die globale Erwärmung bewirkt höhere Temperaturen des Mittelmeers und der Landmassen. Es gibt mehr Hitzewellen, mehr Trockenperioden und mehr Starkregenereignisse.
|                        | Jan   | Feb   | Mär  | Apr  | Mai  | Jun  | Jul  | Aug  | Sep  | Okt  | Nov  | Dez   |   |       |
| Mittl. Temperatur (°C) | 12,2  | 12,3  | 13,9 | 16,8 | 20,7 | 24,9 | 27,0 | 27,3 | 24,8 | 21,0 | 16,8 | 13,7  | ⌀ | 19,3  |
| Mittl. Tagesmax. (°C)  | 15,1  | 15,2  | 17,0 | 20,0 | 24,1 | 28,3 | 30,4 | 30,7 | 28,1 | 24,5 | 20,2 | 16,7  | ⌀ | 22,6  |
| Mittl. Tagesmin. (°C)  | 9,2   | 9,1   | 10,5 | 13,0 | 16,3 | 20,4 | 22,7 | 23,2 | 21,0 | 17,4 | 13,7 | 10,8  | ⌀ | 15,6  |
|                        |       |       |      |      |      |      |      |      |      |      |      |       |   |       |
| Niederschlag (mm)      | 151,8 | 101,7 | 68,9 | 29,4 | 16,4 | 1,8  | 0,3  | 0,2  | 6,3  | 56,9 | 89,6 | 152,8 | Σ | 676,1 |
|                        |       |       |      |      |      |      |      |      |      |      |      |       |   |       |
| Sonnenstunden (h/d)    | 4     | 5     | 7    | 9    | 10   | 12   | 13   | 12   | 10   | 8    | 6    | 5     | ⌀ | 8,4   |
|                        |       |       |      |      |      |      |      |      |      |      |      |       |   |       |
| Regentage (d)          | 11    | 9     | 7    | 3    | 2    | 1    | 0    | 0    | 1    | 4    | 7    | 10    | Σ | 55    |
|                        |       |       |      |      |      |      |      |      |      |      |      |       |   |       |
| Wassertemperatur (°C)  | 17    | 16    | 16   | 18   | 19   | 21   | 23   | 25   | 24   | 23   | 20   | 18    | ⌀ | 20    |
|                        |       |       |      |      |      |      |      |      |      |      |      |       |   |       |
| Luftfeuchtigkeit (%)   | 70,4  | 69,7  | 69,3 | 67,6 | 66,0 | 59,6 | 58,9 | 61,5 | 62,3 | 67,8 | 71,5 | 72,4  | ⌀ | 66,4  |

| 9,2 |

| 9,1 |

| 10,5 |

| 13,0 |

| 16,3 |

| 20,4 |

| 22,7 |

| 23,2 |

| 21,0 |

| 17,4 |

| 13,7 |

| 10,8 |

| 9,2 |

| 9,1 |

| 10,5 |

| 13,0 |

| 16,3 |

| 20,4 |

| 22,7 |

| 23,2 |

| 21,0 |

| 17,4 |

| 13,7 |

| 10,8 |

## Verwaltungsgliederung bis 2011
Von 1997 bis 2010 war die Insel Rhodos nach dem Kapodistrias-Programm in zehn Gemeinden mit insgesamt 43 Gemeindebezirken untergliedert. Die Umsetzung der Verwaltungsreform 2010 führte die ehemaligen Gemeinden der Insel zur neu geschaffenen Gemeinde Rhodos (Dimos Rodou Δήμος Ρόδου) zusammen mit dem Verwaltungssitz in der Stadt Rhodos. Die bisherigen Gemeinden bilden seither Gemeindebezirke, diese wiederum untergliedern sich je nach Einwohnergröße in Stadtbezirke oder Ortsgemeinschaften.
| Gemeindebezirk           | griechischer Name             | Code   | Fläche (km²) | Einwohner 2001 | Einwohner 2011 | Stadtbezirke/Ortsgemeinschaften (Δημοτική / Τοπική Κοινότητα)                                    | Lage |
| ------------------------ | ----------------------------- | ------ | ------------ | -------------- | -------------- | ------------------------------------------------------------------------------------------------ | ---- |
| Rhodos (Stadt)           | Δημοτική Ενότητα Ρόδου        | 690101 | 019,624      | 53.709         | 50.636         | Rhodos                                                                                           |      |
| Archangelos              | Δημοτική Ενότητα Αρχαγγέλου   | 690102 | 116,602      | 07.779         | 07.615         | Archangelos, Malonas, Masari                                                                     |      |
| Atavyros                 | Δημοτική Ενότητα Ατταβύρου    | 690103 | 232,986      | 03.225         | 02.433         | Embonas, Agios Isidoros, Kritinia, Monolithos, Siana                                             |      |
| Afandou                  | Δημοτική Ενότητα Αφάντου      | 690104 | 050,685      | 06.712         | 06.911         | Afandou, Archipolis                                                                              |      |
| Ialysos                  | Δημοτική Ενότητα Ιαλυσού      | 690105 | 016,677      | 10.107         | 11.331         | Ialysos                                                                                          |      |
| Kallithea                | Δημοτική Ενότητα Καλυθιών     | 690106 | 108,519      | 10.251         | 09.364         | Kalythies, Koskinou, Psinthos                                                                    |      |
| Kamiros                  | Δημοτική Ενότητα Καμείρου     | 690107 | 212,945      | 05.145         | 04.720         | Soroni, Apollona, Dimylia, Kalavarda, Platania, Salakos, Fanes                                   |      |
| Lindos                   | Δημοτική Ενότητα Λίνδου       | 690108 | 180,122      | 03.633         | 03.957         | Lindos, Kalathos, Laerma, Lardos, Pefki, Pylonas                                                 |      |
| Notia Rodos (Süd-Rhodos) | Δημοτική Ενότητα Νότιας Ρόδου | 690109 | 379,176      | 04.313         | 03.561         | Gennadi, Apolakkia, Arnitha, Asklipiio, Vati, Istrios, Kattavia, Lachania, Mesanagros, Profilia, |      |
| Petaloudes               | Δημοτική Ενότητα Πεταλούδων   | 690110 | 090,619      | 12.133         | 14.962         | Kremasti, Damatria, Theologos, Maritsa, Paradisi, Pastida                                        |      |
| Gesamt                   | Gesamt                        | 6901   | 1407,955     | 117.007        | 115.490        |                                                                                                  |      |

## Mythologie
Der griechischen Mythologie zufolge soll Rhodos aus dem Meer entstanden sein. Eines Tages beschloss der Göttervater Zeus, sein Reich unter den Göttern des Olymp aufzuteilen. Der Sonnengott Helios wünschte sich eine fruchtbare Insel, die er auf seinen Reisen um die Erde gesehen hatte. Er bekam die gewünschte Insel und nannte sie Rhodos, nach der bezaubernden Nymphe Rhode, die dort lebte. Später nahm Helios Rhode zur Frau. Das Paar soll sieben Söhne gehabt haben, die sogenannten Heliadai. Der Älteste von ihnen soll wiederum drei Söhne gehabt haben, die in die Geschichte als die Gründerväter der Insel Rhodos eingingen: Kameiros, Ialysos und Lindos.
Insbesondere in der älteren Forschung wollte man die biblischen Rodanim, Nachkommen Jawans, mitunter auf Rhodos lokalisieren.

## Geschichte

### Besiedlung

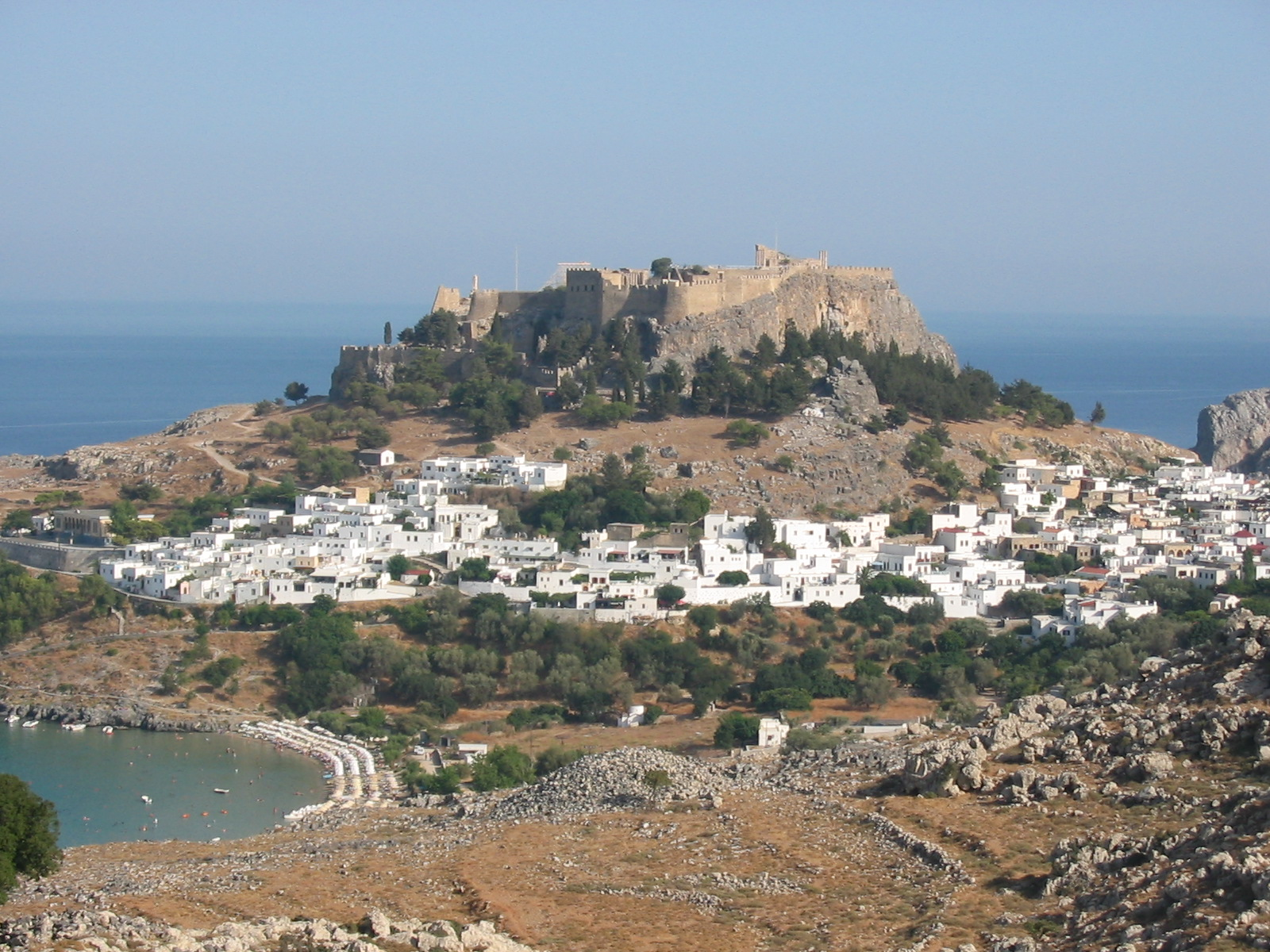
Blick zur Akropolis von Lindos

Rhodos ist spätestens seit der Jungsteinzeit besiedelt, als die Siedlung Ialysos entstand. Menschliche Überreste aus dem Neolithikum fanden sich in Neolithischen Höhlen von Rhodos wie der Kalythies-Höhle.
Bedeutendere Ansiedlungen entstanden während der frühen Bronzezeit (etwa 2800–2000 v. Chr.). Ab dem frühen 2. Jahrtausend ließen sich Minoer nieder, die im 16. Jahrhundert die Siedlung Trianda im Nordwesten gründeten. Im 14. Jahrhundert v. Chr. kamen Mykener auf die Insel, wobei ihre zahlreichen Gräber auf eine Kolonisierung hinweisen.
Ab dem 11. Jahrhundert v. Chr. ließen sich dorische Griechen auf Rhodos nieder. Von diesen wurden später auch die drei Städte Ialysos, Kameiros und Lindos gegründet. In Lindos befanden sich Tempel mit überregionaler Bedeutung. Rhodos lag an einem stark frequentierten Seeweg von Griechenland in die Levante und konnte dank seiner guten Häfen vom Fernhandel profitieren. Von den rhodischen Städten wurden Kolonien gegründet, wie Gela auf Sizilien und Phaselis in Lykien.

### Bündnisse
Die drei Städte Ialysos, Kameiros und Lindos hatten als eigenständige Poleis lange Zeit große Bedeutung. Sie schlossen mit Kos und den festländischen Städten Knidos und Halikarnassos einen Sechsstädtebund, der über Jahrhunderte Bestand hatte, die Dorische Hexapolis.
Spätestens in der Archaik galt Rhodos als integraler Bestandteil der griechischen Welt und wurde dementsprechend auch in der Ilias erwähnt: Am Krieg der Griechen gegen Troja soll sich Rhodos laut Homer mit neun Schiffen unter der Führung des Tlepolemos beteiligt haben.
Nach der Niederlage des benachbarten Lydien gegen die Perser 546 v. Chr. geriet Rhodos in den Einflussbereich des Perserreichs der Achämeniden. Gegen dieses Reich beteiligten sich die von lokalen Tyrannen geführten Poleis der Insel am gescheiterten ionischen Aufstand der übrigen Griechenstädte Kleinasiens (500–494); im Jahr 490 v. Chr. mussten sie sich unterwerfen.
Nach der Niederlage der Perser bei Plataiai 479 v. Chr. traten die drei Städte von Rhodos 478 v. Chr. dem attischen Seebund bei und befreiten sich so von persischer Herrschaft. 412 bis 411 v. Chr. erhob sich die Insel gegen die athenische Vorherrschaft und wechselte auf die Seite Spartas.

### Eigenstaatlichkeit (ab 408/407 v. Chr.)

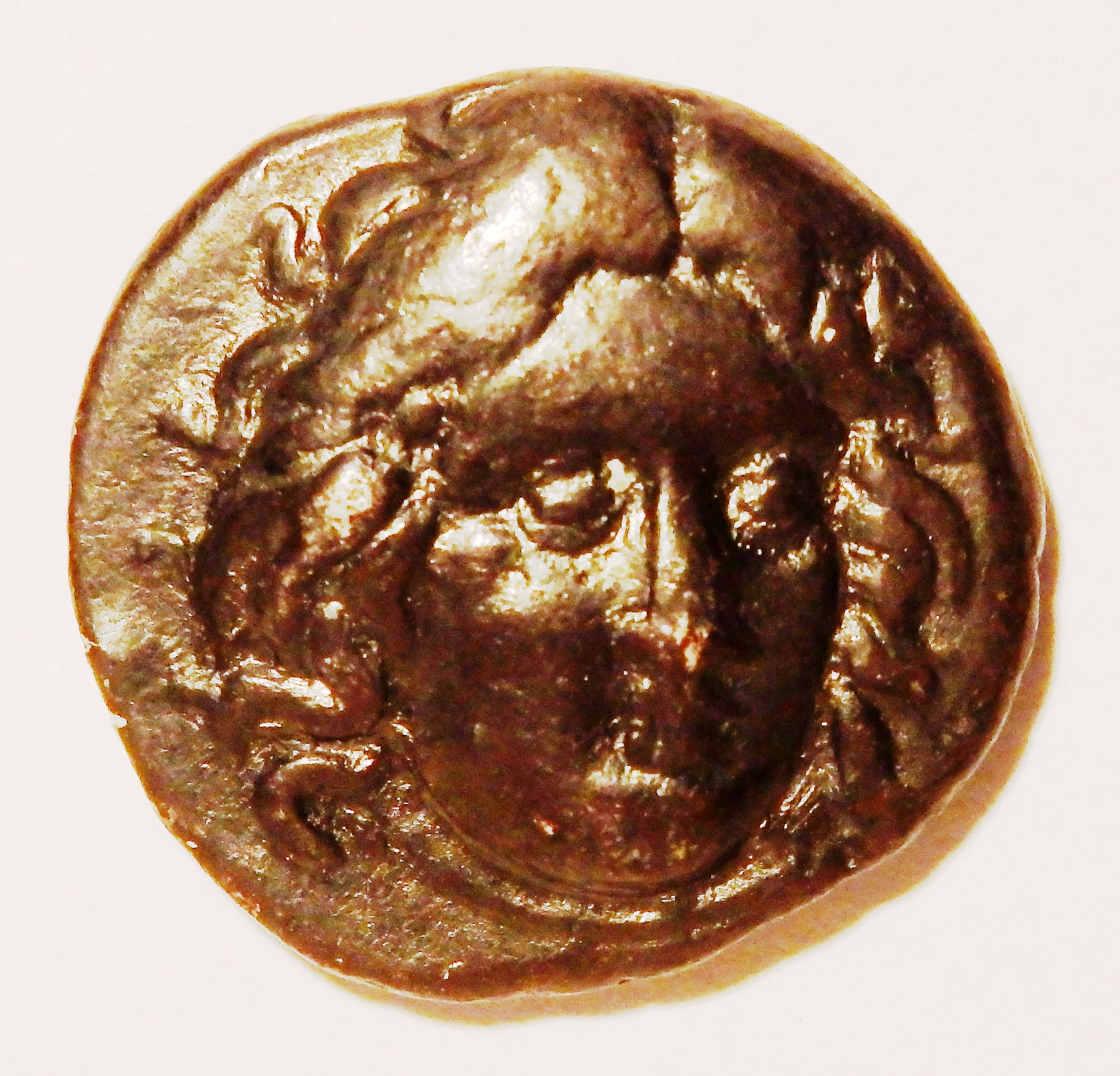
Stater aus Rhodos, um 300 v. Chr. geprägt, Vorderseite: Kopf des Helios

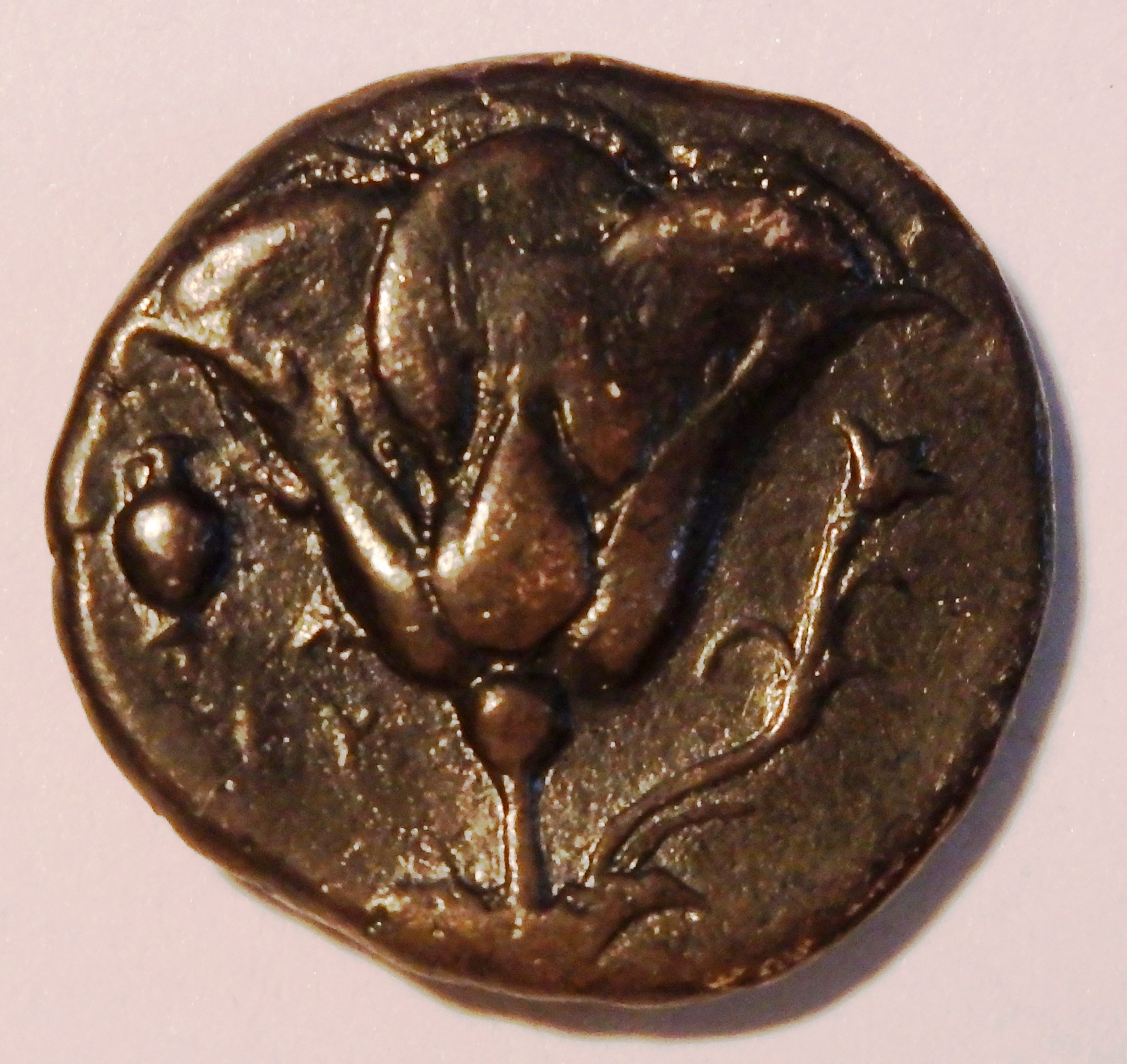
Rückseite: eine Rose

408/407 v. Chr. begann eine neue Epoche in der Geschichte der Insel: Die drei Städte schlossen sich zusammen und gründeten gemeinsam eine neue Stadt an der Nordspitze der Insel, wo sich die Stadt Rhodos befindet. Damit wurde die Insel ein zusammenhängendes Herrschaftsgebiet. Gebaut wurde nach den Plänen des Hippodamos von Milet, eines berühmten Städteplaners seiner Zeit. Schon im nächsten Jahrhundert überflügelte die Neugründung sogar Athen als Handelsplatz. Das Herrschaftsgebiet der Rhodier erweiterte sich um Besitzungen auf dem Festland (Rhodische Peraia), für die eigene Silbermünzen nach dem Vorbild der Prägungen auf der Insel mit Helioskopf und Rose, vermutlich in Kaunos, geprägt wurden.
Nach der Auflösung des Attischen Seebunds 404 v. Chr. wurde Rhodos vollständig unabhängig. Als 395 v. Chr. die pro-spartanischen Diagoridai von einer pro-athenischen Faktion gestürzt wurden, kam es zu einem Bürgerkrieg. Die Insel bewahrte im Antalkidasfrieden 387 v. Chr. ihre Unabhängigkeit gegenüber Persien und wurde 378/377 v. Chr. erneut Bündnispartner Athens, doch drängte sie der Karer Maussolos als persischer Satrap aus dem Bündnis. Rhodos verbündete sich 364 v. Chr. mit Theben gegen den Zweiten Attischen Seebund. 357 bis 332 v. Chr. dominierten wiederum die Karer.
Im Krieg Makedoniens gegen Athen und Theben stand Rhodos auf Seiten Philipps II. Nach dem Tod seines Sohnes, Alexanders des Großen, der die Insel 332 v. Chr. mit einer auf Ablehnung stoßenden Besatzung ausstattete, wurde sie wieder unabhängig. Die Gründung der hellenistischen Staaten intensivierte den Handel im östlichen Mittelmeer, wovon Rhodos, das Delos in dieser Rolle ablöste, stark profitierte. Der Feldherr und Sohn des makedonischen Diadochen Antigonos, Demetrios I. Poliorketes, belagerte Rhodos 305/304 ein Jahr lang, weil die Stadt sich weigerte, ein Bündnis gegen die ägyptischen Ptolemäer einzugehen und die Flotte des Demetrios aufzunehmen. Dazu errichtete dieser die größte Belagerungsmaschine der Antike, die Helepolis, brach die Belagerung jedoch kurz vor dem endgültigen Durchbruch ab.
Aus dem Verkauf der Belagerungsmaschinen konnte Rhodos den Bau des Kolosses von Rhodos finanzieren, eines der sieben Weltwunder, das etwa 34 m hoch war. Allerdings fiel er einem Erdbeben im Jahre 227 v. Chr. zum Opfer. Er stand hier einer späteren Legende zufolge über der Hafeneinfahrt zum Mandraki-Hafen. Moderne Forschungen gehen jedoch von einer Statue auf nur einem Sockel und an einem anderen Standort, in der Stadt, aus. Der Koloss stellte den Sonnengott Helios dar, dem die Insel geweiht war und dem der Sieg von 304 zugeschrieben wurde. Die Insel wurde in der zweiten Hälfte des 3. Jahrhunderts zur stärksten Seemacht in der Ägäis, während die Ptolemäer ihre Vorherrschaft trotz des fortbestehenden Bündnisses mit Rhodos einbüßten. Zugleich wurden die Festlandsstädte integraler Bestandteil des rhodischen Territoriums und ihre Bürger in die insularen Demen integriert. Dies galt auch für eine Reihe von Inseln, wie Karpathos. Im Hellenismus erlebte Rhodos seine größte Blüte.
Durch eine geschickte Politik der Anlehnung an Rom konnte die Insel im frühen 2. Jahrhundert v. Chr. zu einer sehr wohlhabenden Handelsmetropole aufsteigen. 188 wurde es für seine Unterstützung Roms gegen das Seleukidenreich in der Schlacht bei Apamea mit Besitzungen in Karien und Lykien belohnt.

### Eingliederung in das Römische Reich
168 v. Chr. versuchte Rhodos, zwischen Rom und dem makedonischen König Perseus zu vermitteln, statt die Römer bedingungslos zu unterstützen. Dadurch verlor die Insel, ähnlich wie auch Pergamon, die Gunst der neuen Großmacht. Der römische Senat erwog sogar einen Krieg und beschloss dann 167/166 die Einrichtung eines Freihafens auf der Insel Delos, was Rhodos empfindlich traf, das zudem seinen Festlandbesitz verlor. 164 v. Chr. trat Rhodos in ein ungleiches Bündnis mit Rom ein, was das Ende seiner Rolle als unabhängige Macht bedeutete. Doch blieben seine Flotte und seine Rolle im Fernhandelszentrum, vor allem als Zentrum des Getreidehandels, bis Anfang des 1. Jahrhunderts v. Chr. bedeutend. Da die Römer keine ständige Flotte in der Ägäis unterhielten, übernahm Rhodos für sie 155 – 153 v. Chr. die Aufgabe der Bekämpfung der kretischen Piraten. Gleichzeitig wurde Rhodos zu einem bedeutenden Bildungszentrum, wo vor allem römische Aristokraten studierten. Erst später verlagerte sich das Zentrum des Ost-West-Handels zwischen Syrien und Italien, vor allem des Sklavenhandels, nach Delos.

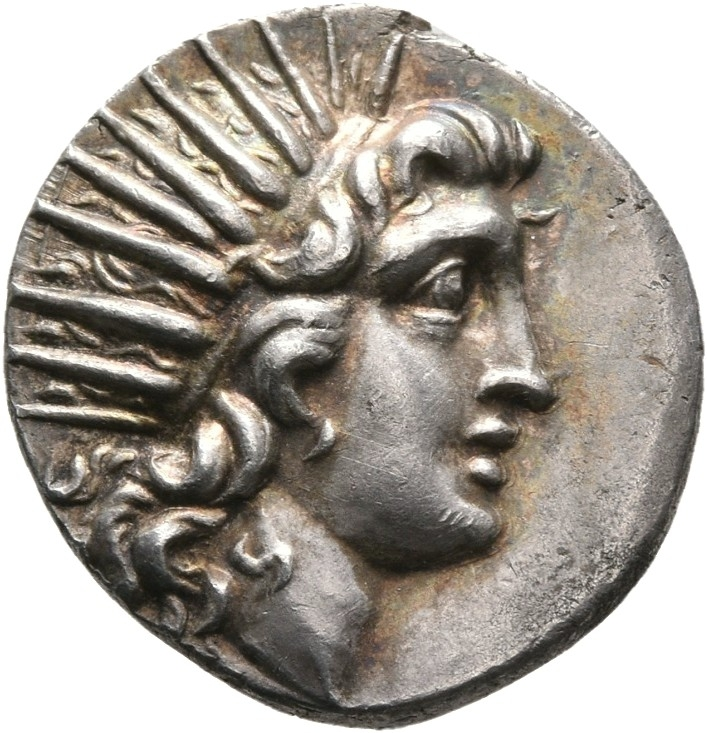
Münze aus Rhodos, 170–150 v. Chr., Vorderseite

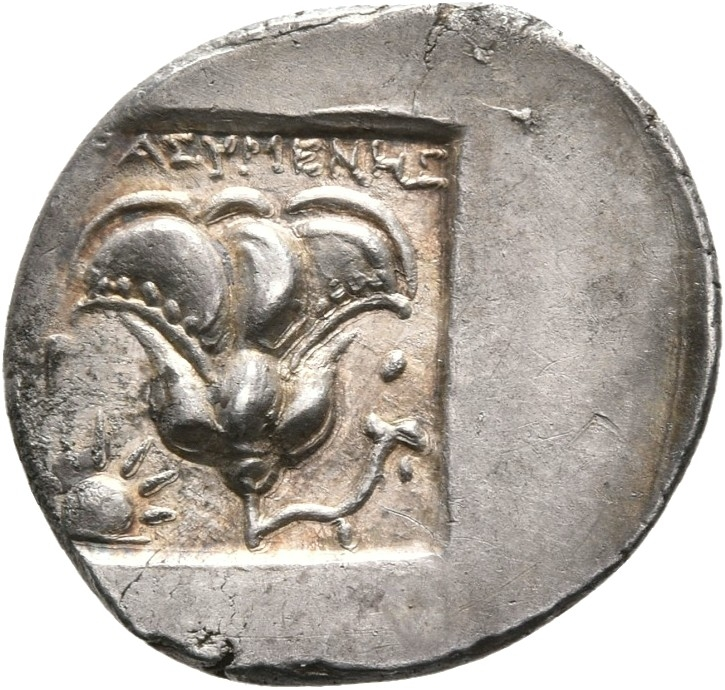
Münze aus Rhodos, 170–150 v. Chr., Rückseite

Einer Belagerung während des 1. Mithridatischen Krieges hielt Rhodos 88 v. Chr. stand. Die Römer unter dem Caesarmörder Cassius, der einst auf der Insel Rhetorik studiert hatte, eroberten und plünderten die Stadt Rhodos während des Bürgerkrieges im Jahr 43 v. Chr., doch gliederte Rom die Insel erst unter Kaiser Vespasian 74 n. Chr. zusammen mit Lykien auch formal seinem Reich an. Fortan gehörte Rhodos zur Provinz Lycia et Pamphylia; in der Spätantike war es Teil der Provinz Insulae der Diözese IV (Asiana). In der Zeit zwischen 168 v. und 74 n. Chr. war Rhodos wegen seiner philosophischen Schule und seiner Bildhauerei berühmt und prosperierte weiterhin ökonomisch. Bis zum schweren Erdbeben im Jahr 142 galt die Stadt als besonders schön.

### Byzantinische Zeit
Mit der faktischen Teilung des Römischen Reichs im Jahr 395 wurde Rhodos Teil des Oströmischen Reichs, das später Byzantinisches Reich genannt wurde. Die byzantinische Herrschaft dauerte mit Unterbrechungen bis zum Jahr 1309. Zwischenzeitlich erlebte die Insel andere Herrscher, etwa eine zweijährige Besetzung durch Genuesen (1248–1250).
469 wurde die Insel wahrscheinlich von isaurischen Piraten geplündert. Im Jahr 653 oder 654 besiegte vor Rhodos erstmals eine arabische Flotte die der Oströmer, die Insel wurde von den Muslimen – wohl eher Syrern, Kopten und Griechen – erstmals geplündert. 672 wurde Rhodos vorübergehend von Alexandria aus besetzt, ebenso wie 674 Kreta.
In der Zeit nach dem Ersten Kreuzzug plünderte Domenico Michiel, Doge der Republik Venedig, auf der Rückfahrt aus dem Heiligen Land 1124 einige byzantinische Inseln, darunter Rhodos.
Mit dem vierten Kreuzzug 1204 fiel die Insel formal an Venedig, doch war sie bereits kurz zuvor unabhängig geworden. Unter Leon Gabalas führte sie innerhalb der Staatenlandschaft, in die das Byzantinische Reich seit 1204 zerfallen war, ein Eigenleben. 1232/1233 ließ Kaiser Johannes III. von Nikaia, einem der Teilreiche im Westen Kleinasiens, eine Expedition gegen die Insel ausstatten. Sie griff unter Führung des Megas Domestikos Andronikos Palaiologos, Stammvater der Dynastie der Palaiologen, die Insel an, doch Gabalas konnte sich noch bis in die 1240er Jahre halten. Er nannte sich „Kaisar“ und schloss im August 1234 ein Bündnis mit den Venezianern. In einem erneuten Wechsel der Fronten nahm Gabalas an der Belagerung Konstantinopels teil, durch die Johannes Vatatzes 1235 vergeblich versuchte, die alte Hauptstadt zurückzugewinnen. Gabalas geriet auch in Kämpfe mit Venedig.
Spätestens 1248 muss Leon Gabalas tot gewesen sein, denn sein Bruder Johannes Gabalas nannte sich nunmehr „Herr“ der Insel (jedoch nicht mehr „Kaisar“). Im selben Jahr besetzten Genuesen die Insel, doch gelang es dem Kaiserreich Nikaia 1250, Rhodos wieder in seinen Besitz zu bringen, ebenso wie 1261 Konstantinopel.

### Johanniter

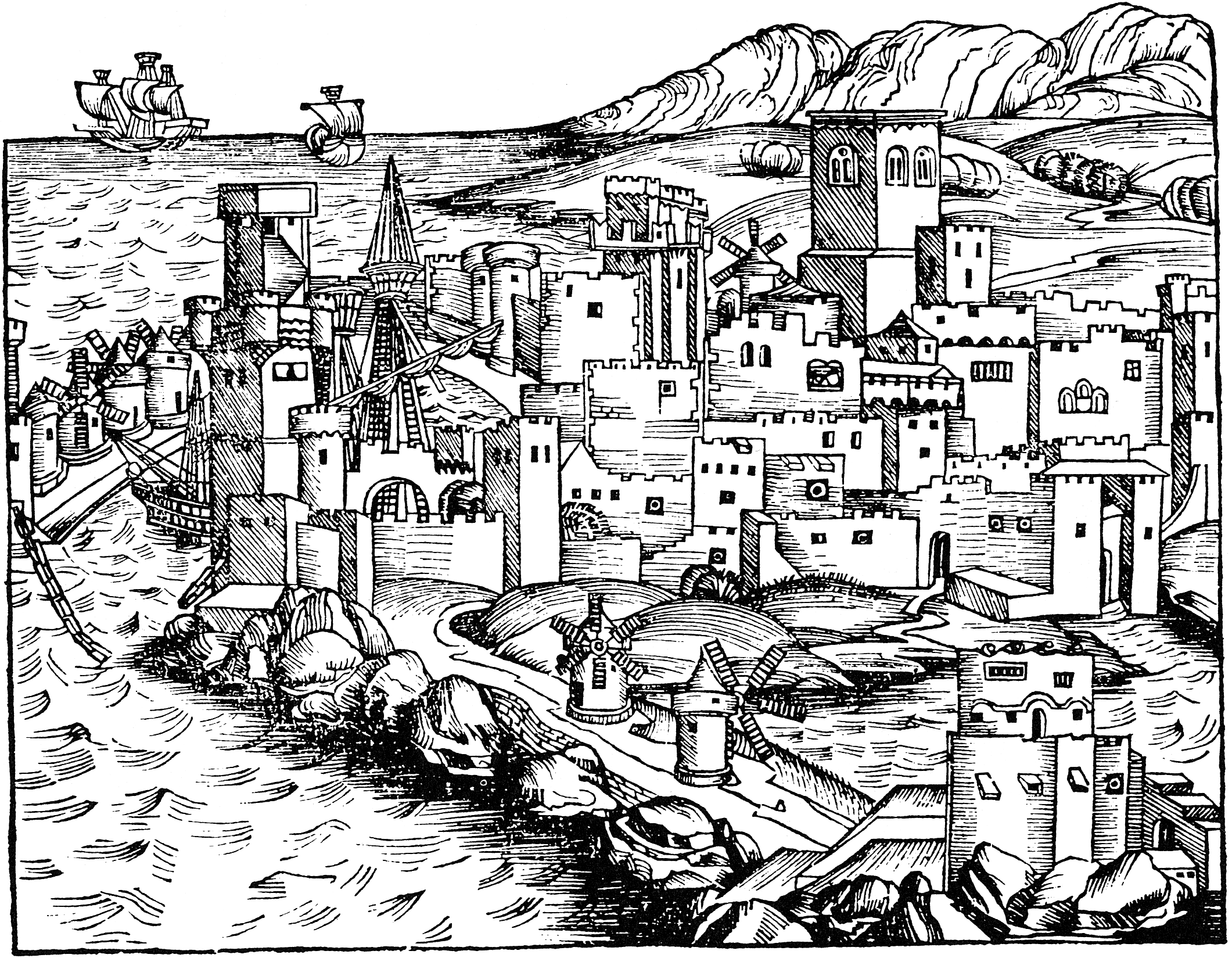
Ansicht der Stadt Rhodos um 1490

1306 schloss der Genuese Vignolo de‘ Vignoli, der im Dodekanes verschiedene Lehen innehatte und auf der seit 1250 oder 1261 zum Byzantinischen Reich gehörenden Insel Rhodos eine eigene Herrschaft errichten wollte, einen Vertrag mit den Rittern des Ordens Sankt Johannis. Für ihre Hilfeleistung bei der Umsetzung seiner Pläne sicherte er den Ordensrittern unter ihrem Großmeister Fulko de Villaret ein eigenes Herrschaftsgebiet auf der Insel zu. Diplomatisch abgesichert durch die Unterstützung des Papstes, der ihnen Rhodos 1307 als immerwährendes Eigentum zusprechen sollte, begannen die Johanniter mit der planmäßigen Eroberung der Insel. Neben byzantinischen Truppen waren dabei auch diverse genuesische Konkurrenten Vignolis und sogar eine Gruppe von Türken, die dem Beylik Mentesche unterstanden, ihre Gegner. Die Inbesitznahme von Rhodos nahm daher mehrere Jahre in Anspruch und endete mit der Unterwerfung der Griechen, der politischen Entmachtung der Genuesen und der Vertreibung der Türken.
Nachdem der byzantinische Kommandant die belagerte Inselhauptstadt 1309 übergeben hatte, war die Eroberung von Rhodos im Wesentlichen abgeschlossen. Rhodos-Stadt wurde von den Johannitern stark befestigt und gegen diverse Attacken der umliegenden muslimischen Staaten verteidigt. 1440 und 1444 (siehe auch Belagerung von Rhodos (1444)) widerstand es den Angriffen der Mamluken unter Dschaqmaq, 1480 einem Großangriff der Osmanen (siehe auch Belagerung von Rhodos (1480)).

### Osmanen

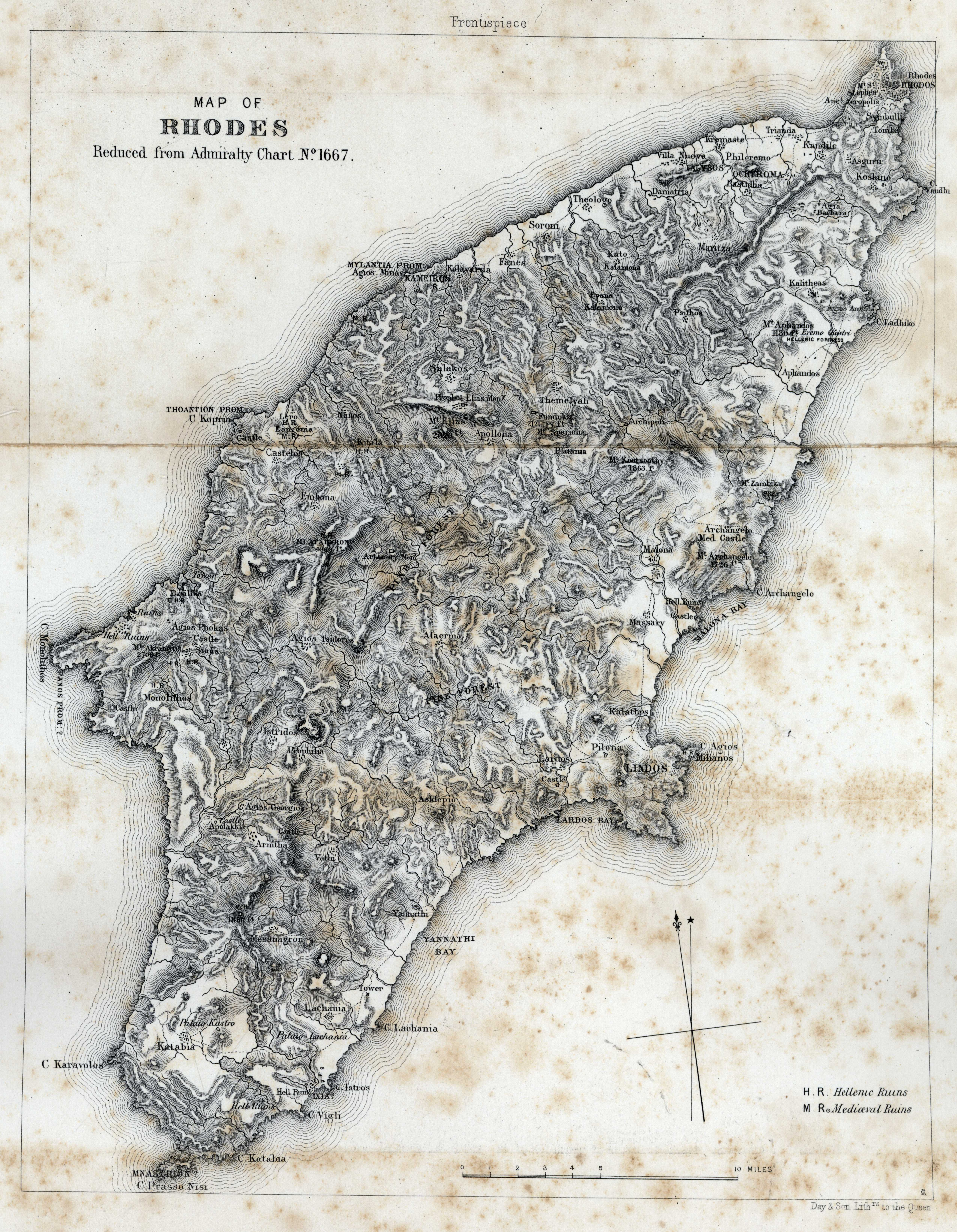
Karte von Rhodos, um 1860

Erst unter Suleiman dem Gesetzgeber konnte die Inselfestung 1522 nach mehreren Monaten von den Osmanen mit schwerer Artillerie sturmreif geschossen werden, woraufhin die Ritter unter Großmeister Philippe de Villiers de l’Isle-Adam kapitulierten und zu Neujahr 1523 die Insel verließen (siehe auch Belagerung von Rhodos (1522)). Unmittelbar nach der Eroberung wurde 1523 die Süleyman-Pascha-Moschee durch Sultan Süleyman erbaut. Die osmanische Herrschaft dauerte bis zum Mai des Jahres 1912.
Innerhalb der Stadtmauern durften nur noch Osmanen und Juden leben, die Griechen lebten in den Vorstädten.

### Italienische Besetzung (1912–1943)

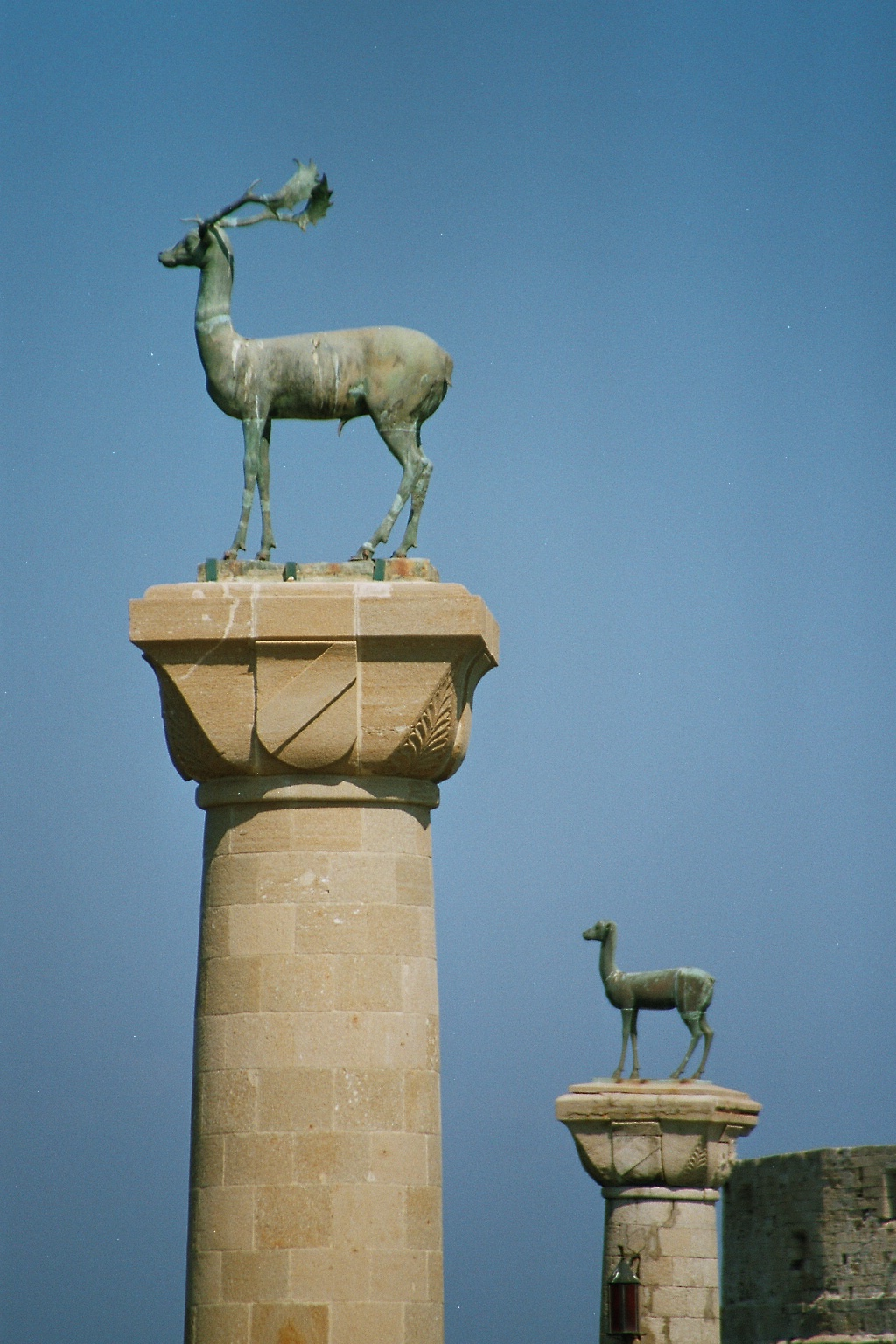
Die Statuen Elafos (vorne) und Elafina (hinten) an der Hafeneinfahrt von Rhodos

Während des Italienisch-Türkischen Krieges besetzten Truppen des Königreichs Italien am 4. Mai 1912 Rhodos sowie in der Folge andere Teile des Dodekanes. Dies führte dazu, dass Rhodos nicht von dem griechisch-türkischen Abkommen von 1922 betroffen war, das die Zwangsumsiedlung der Türken Griechenlands in die Türkei und der kleinasiatischen Griechen nach Hellas vorsah: Auf Rhodos gibt es daher noch immer eine türkische, muslimische Minderheit.
Seit der italienischen Besatzung 1912 wird die Hafeneinfahrt von den Statuen eines Hirsches (Elafos) und einer Hirschkuh (Elafina) begrenzt, die als neues Wahrzeichen von Rhodos gelten und der Legende nach dort stehen, wo sich im Altertum die Sockel des Kolosses von Rhodos befanden. Eine der Statuen wurde allerdings durch die römische Kapitolinische Wölfin ersetzt. Die entfernte Figur bekam einen neuen Platz auf einem kleinen Sockel am Rande des Mandraki-Hafens. Auf Postkarten war die Kapitolinische Wölfin an der Hafeneinfahrt oft als Motiv zu sehen.
Auch der Großmeisterpalast in der Altstadt wurde wiedererrichtet. Da dieser aber in der anderthalbfachen Größe „wiedererbaut“ wurde, befindet sich die damals noch vorhandene Kirche jetzt an der Hafenpromenade. Besondere Bedeutung hatten die baulichen und stadtplanerischen Interventionen des Architekten Florestano Di Fausto.
Mit dem Vertrag von Lausanne im Juli 1923 wurde der Dodekanes als Italienische Ägäis-Inseln zum Hoheitsgebiet Italiens.

### Deutsche Besatzung (1943–1945) und Deportation der Juden
Nach dem Waffenstillstand von Cassibile folgte die Kriegserklärung Italiens an das Deutsche Reich. Daraufhin besetzten Truppen der Wehrmacht im Herbst 1943 die Inseln. Die italienische Lokalverwaltung auf den Ägäis-Inseln blieb jedoch bestehen. In der Zeit der deutschen Besatzung wurden vor allem militärische Einrichtungen angelegt, wie die Stellungen am Berg Filerimos oder die zahllosen Bunker an der Ostküste. Auch kann man zwischen Archangelos und Lindos die Überreste eines Flugplatzes der deutschen Luftwaffe ausmachen.
Zwar war die jüdische Gemeinde auf Rhodos zunächst von antijüdischen Maßnahmen weitgehend verschont geblieben, am 13. Juli 1944 aber ordnete Generalleutnant Ulrich Kleemann, der auf der Insel stationierte Kommandant Ost-Ägäis, die Inhaftierung der Juden an. Ein wesentlicher Grund für diese Anordnung war der rasche Verfall der auf Rhodos gültigen italienischen Lira, der es den deutschen Besatzern zunehmend erschwerte, die laufenden Kosten für die Besatzung zu decken und die für die Truppe notwendigen Güter einzukaufen. Das Hab und Gut der Juden war daher als begehrtes Tauschobjekt dazu ausersehen, Zahlungsschwierigkeiten und Versorgungsengpässe auf deutscher Seite zu verhindern.

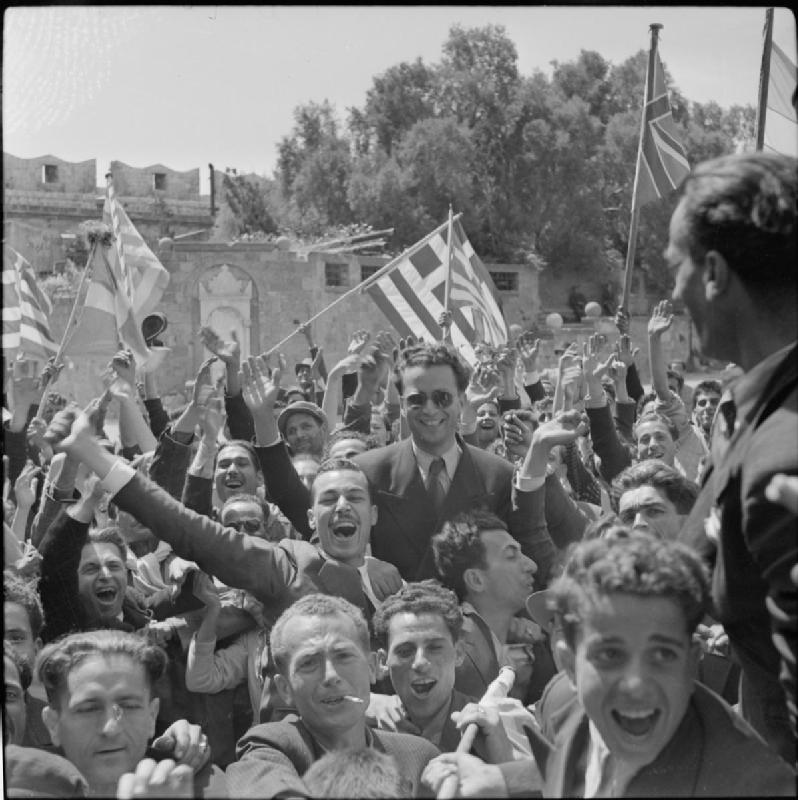
Mai 1945: Menschen in Rhodos feiern die Kapitulation der Wehrmacht

Die Deportation der rhodischen Juden begann am 24. Juli 1944. Zunächst wurden sie auf dem Seeweg nach Piräus gebracht, von dort erfolgte der Weitertransport per Bahn in das Vernichtungslager Auschwitz-Birkenau, wo sie am 16. August 1944 ankamen. Insgesamt waren 1673 jüdische Bewohner von Rhodos und 94 von der benachbarten Insel Kos deportiert worden. 54 Juden auf Rhodos und 6 auf Kos hatten es geschafft, der Deportation zu entgehen. Nur 151 Angehörige der Gemeinde auf Rhodos und 12 derjenigen auf Kos überlebten. 1947 zählte Rhodos noch 60 jüdische Einwohner, Kos nur mehr einen.
Bis zum Kriegsende blieb Rhodos unter deutscher Herrschaft. Die Insel wurde jedoch von britischen Seestreitkräften vollständig blockiert und konnte aus der Luft nur unzureichend versorgt werden. Nach der bedingungslosen Kapitulation der Wehrmacht gingen die deutschen Truppen am 9. Mai 1945 in britische Kriegsgefangenschaft.

### Nachkriegszeit
Nach dem Zweiten Weltkrieg wurden Rhodos und die anderen Inseln des Dodekanes zunächst ein Protektorat unter britischer Aufsicht. 1947 wurden sie an das Königreich Griechenland angeschlossen.

## Wirtschaft, Infrastruktur und Bildung

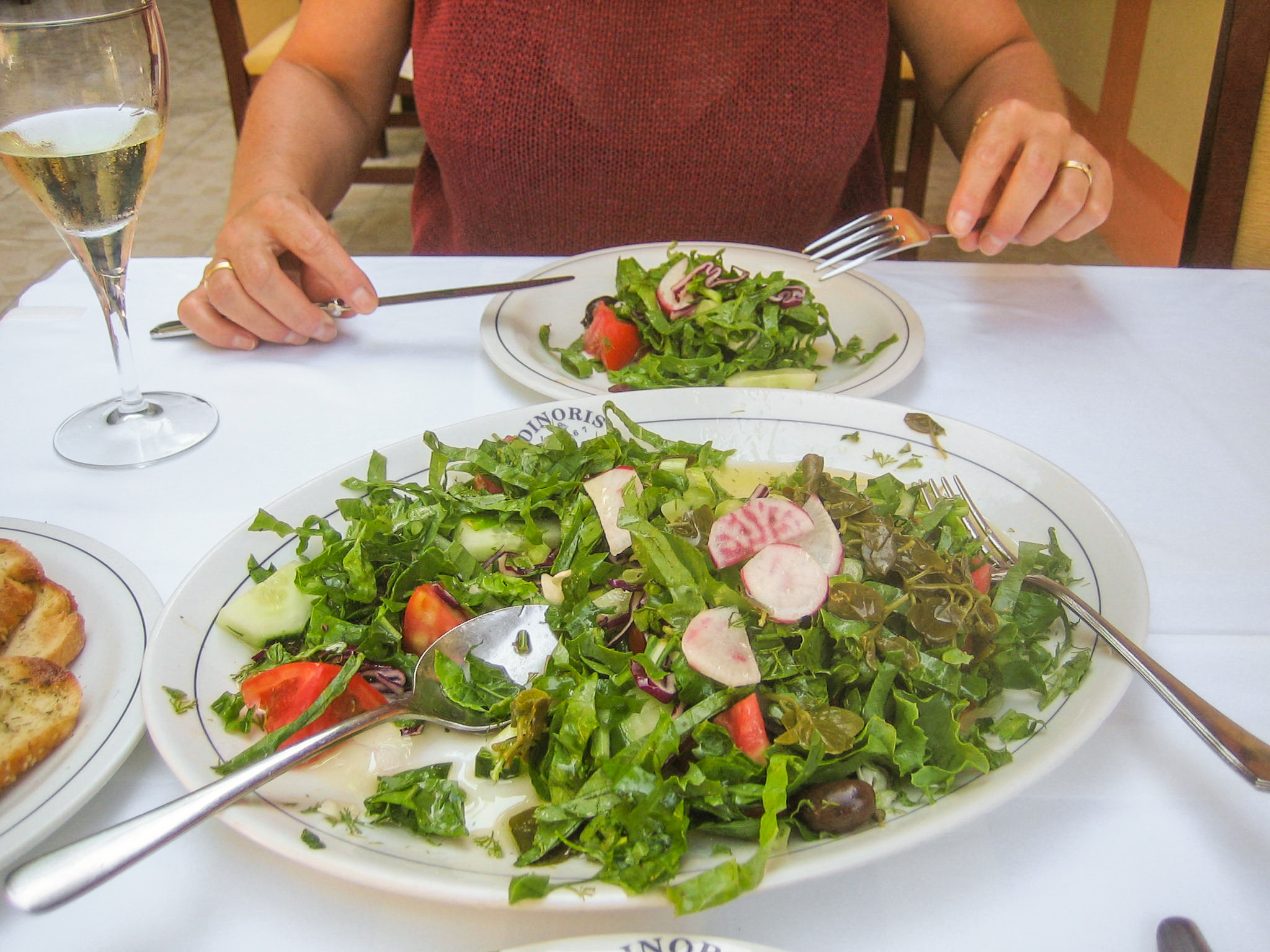
Kapernblätter zur Verfeinerung von Salaten sind eine Spezialität auf den Dodekanes-Inseln.

Hauptwirtschaftszweig ist der Tourismus (etwa 85 %). Landwirtschaftlich wird die Insel vor allem für Wein- und Oliven-Anbau genutzt. Ein Teil des rhodischen Weins wird ins Ausland exportiert (die zwei größten Kellereien Cair und Emery S. A. exportieren rund 5 %).
Halbwilde Ziegen und Schafe bevölkern die Insel außerhalb der Siedlungen. Aus ihrer Milch wird Käse zubereitet.

### Verkehr
Insbesondere im Norden fahren regelmäßig Busse in die Stadt Rhodos. Der touristisch weniger erschlossene Süden ist hingegen nicht gut an das Busnetz angebunden. Zahlreiche Taxen ermöglichen es, alle Orte der Insel problemlos zu erreichen.
Schiffsverbindungen, zum Teil Auto-Fähren, gibt es täglich zu den benachbarten Inseln und in die Türkei. Die Passagen sind, besonders wenn ältere Boote bevorzugt sind, sehr günstig. Der meiste Verkehr zwischen den Inseln und dem Festland wird mit großen Katamaranen abgewickelt, die erheblich schneller als die klassischen Fährschiffe sind.
Der Flughafen Rhodos (Rhodes International Airport, Diagoras-Airport) ist 16 km von Rhodos Stadt entfernt.

### Fernsehen
Auf Rhodos gibt es die Regionalsender TV7, Kanali 4, Rhodos TV, Rhodos Cosmos, Tharri TV, Omega TV, Rhodos Channel und Irida TV.

### Bildung
Die Universität der Ägäis hat den Sitz ihrer humanwissenschaftlichen Fakultät auf Rhodos, auch bekannt als „Universität von Rhodos“.
Der deutschsprachige Verein ELGESEM (griechisch-deutschsprachiger Verein für Wissenschaft und Bildung) unterhält eine Schule für deutschsprachige Kinder im Alter von 3 bis 17 Jahren.

## Religion
Die größte Religionsgemeinschaft auf Rhodos ist die griechisch-orthodoxe Kirche. Rund 90 % der Bevölkerung bezeichnen sich als gläubige Orthodoxe; die restlichen 10 % verteilen sich auf die römisch-katholische Kirche, den Islam und das Judentum.
Seit 1928 gibt es das römisch-katholische Erzbistum Rhodos, das seit 1970 vom Erzbischof von Athen als Administrator verwaltet wird. In der Innenstadt von Rhodos gibt es die Franz-von-Assisi-Kathedrale, errichtet 1936 - 39 nach einem Entwurf von Armando Bernabiti. Die ehemalige Kathedrale (Our Lady of the Castle) von Rhodos, die sich in der Altstadt am Beginn der Ritterstraße befindet, beherbergt heute ein Museum. International bekannt ist die Muttergottes vom Berg Philermos. Sehenswert ist die Marienkirche in Lindos.
Das Jüdische Museum Rhodos ist ein kleines Museum in der Stadt Rhodos, das die lokale Geschichte des Judentums dokumentiert. Eröffnet wurde das Museum 1977 in einem Anbau der 1577 erbauten Kahal-Shalom-Synagoge in der Polydorou-Straße, 2006 wurde es grundlegend renoviert und wird seitdem von der Israelitischen Gemeinde von Rhodos betreut.
Bekannte Sakralbauten auf Rhodos sind unter anderem:
- Agios Nikolaos Foundoukli, byzantinische Kapelle (15. Jh.)
- Franz-von-Assisi-Kathedrale, römisch-katholische Kathedrale des Erzbistums Rhodos (1936–1939)
- Kahal-Shalom-Synagoge, sephardische Synagoge (16. Jh.)
- Marienkirche mit der Panagia von Lindos, (15. Jh.)
- Süleyman-Pascha-Moschee, osmanische Moschee (16. Jh.)
- Tsambika, orthodoxes Marienkloster (19. Jh.)

## Sport
Der AS Rhodos spielt in der Gamma Ethniki, der dritthöchsten Fußballklasse des Landes. In den frühen 1980er Jahren spielte er in der höchsten Spielklasse. Ein weiterer Fußballverein auf Rhodos ist der Diagoras F.C., der in den späten 1980er Jahren ebenfalls die erste Liga erreichte, die Alpha Ethniki. 2009 erreichte dieser Verein in der Beta Ethniki, der zweiten griechischen Liga, den achten Platz.
Die Basketball-Mannschaft Kolossos Rhodos spielt in der Basket League, der ersten griechischen Liga. Eine für griechische Verhältnisse lange Tradition im Tennis und im Radsport ist ebenfalls vorhanden. Aufgrund der starken saisonalen Winde in diesem Teil der Ägäis ist der Segelsport stark ausgeprägt. Segelregatten wie die Aegean Regatta werden in regelmäßigen Abständen auch mit Rhodos als Etappe ausgetragen. Des Weiteren hat sich entlang des nördlichen Teiles der Westküste von Rhodos sowie am südlichsten Punkt der Insel, Prasonisi, eine Wind- und Kitesurf-Szene entwickelt.
An einigen Buchten der windabgewandten Ostseite wie Kallithea bestehen viele Tauchschulen.
2007 war Rhodos Gastgeber der Island Games und belegte dabei den zweiten Platz.

## Tourismus und Sehenswürdigkeiten

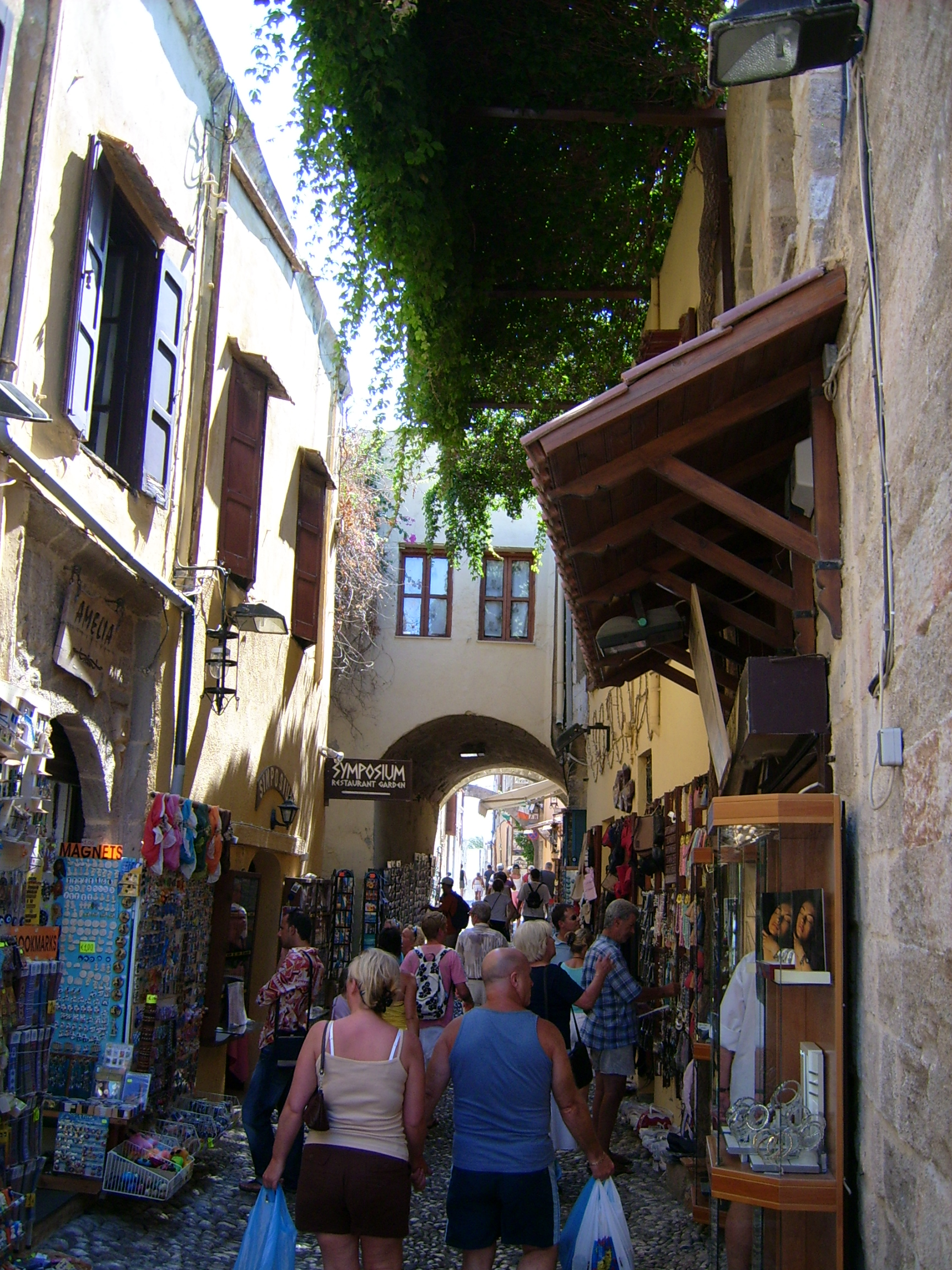
Touristen in der Altstadt

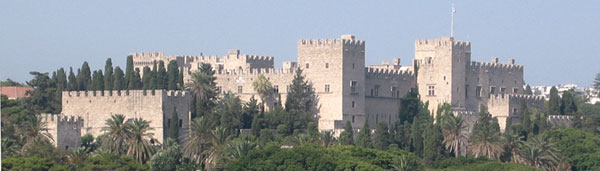
Der Großmeisterpalast

Rhodos gehört neben Kreta zu den wichtigsten touristischen Regionen in Griechenland. Saison ist von Anfang Mai bis Ende Oktober. Der Tourismus konzentriert sich eher auf die nördliche Hälfte der Insel, jedoch wird der Süden mehr und mehr touristisch erschlossen.

### Rhodos-Stadt
Etwa die Hälfte der Inselbewohner lebt im Hauptort Rhodos, dem touristischen Zentrum an der Nordspitze der Insel. Die Altstadt mit Großmeisterpalast und mächtigen Stadtmauern wurde zum UNESCO-Welterbe ernannt. Der Palast beherbergt unter anderem Mosaike und eine Kopie der Laokoon-Gruppe. Die touristisch genutzten Strände der Stadt sind überwiegend der Westküste zuzuordnen.

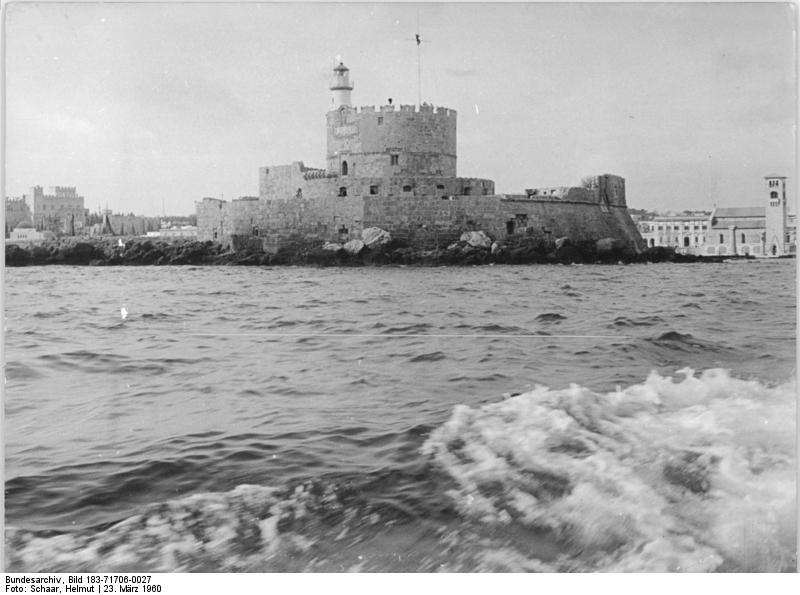
Blick auf die Hafeneinfahrt, 1960
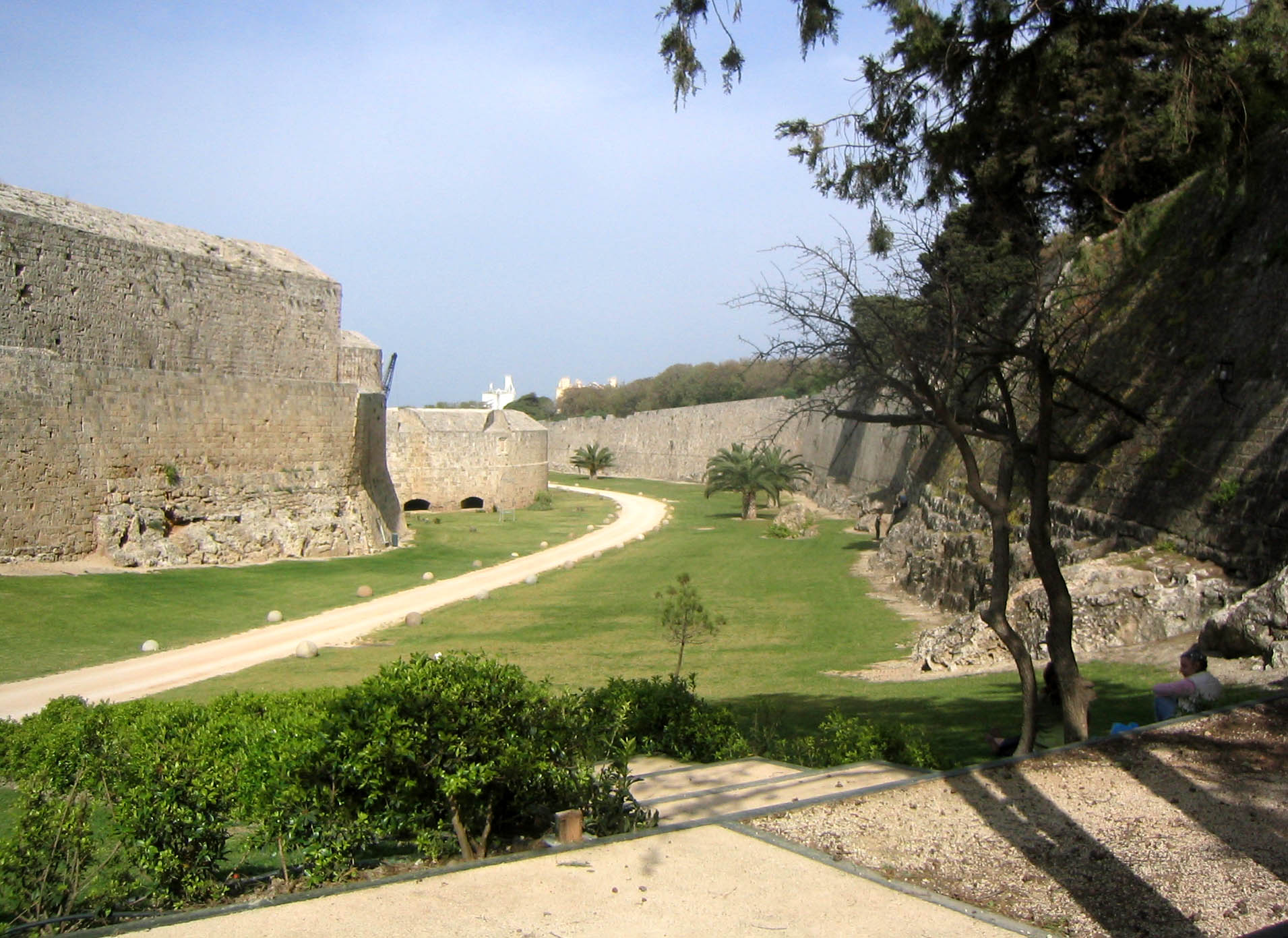
Festungsanlagen
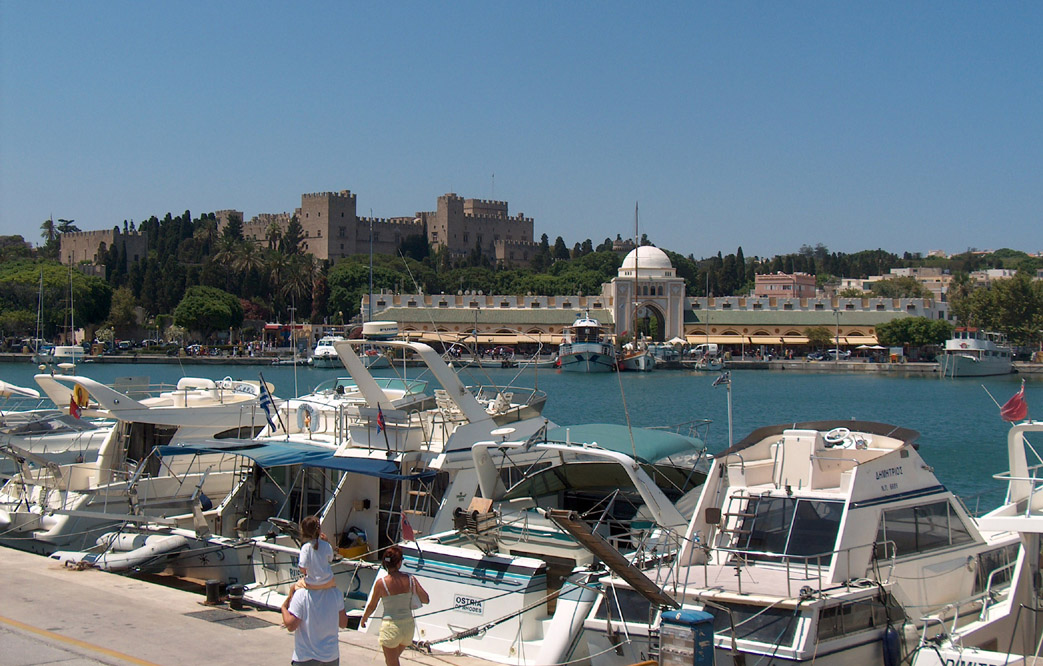
Hafen, im Hintergrund Nea Agora und links der Großmeisterpalast
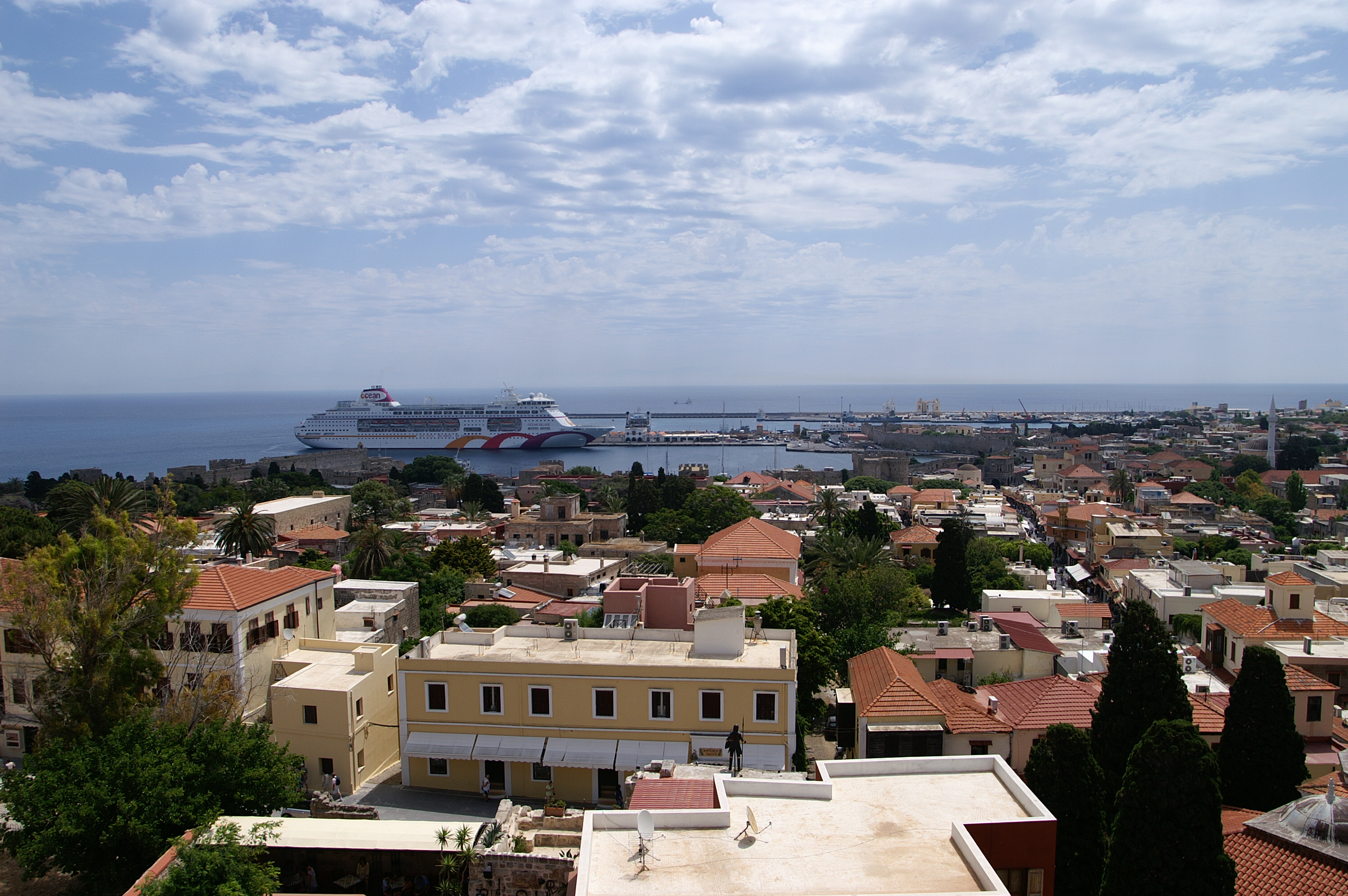
Blick über die Innenstadt zum Hafen

### Westseite

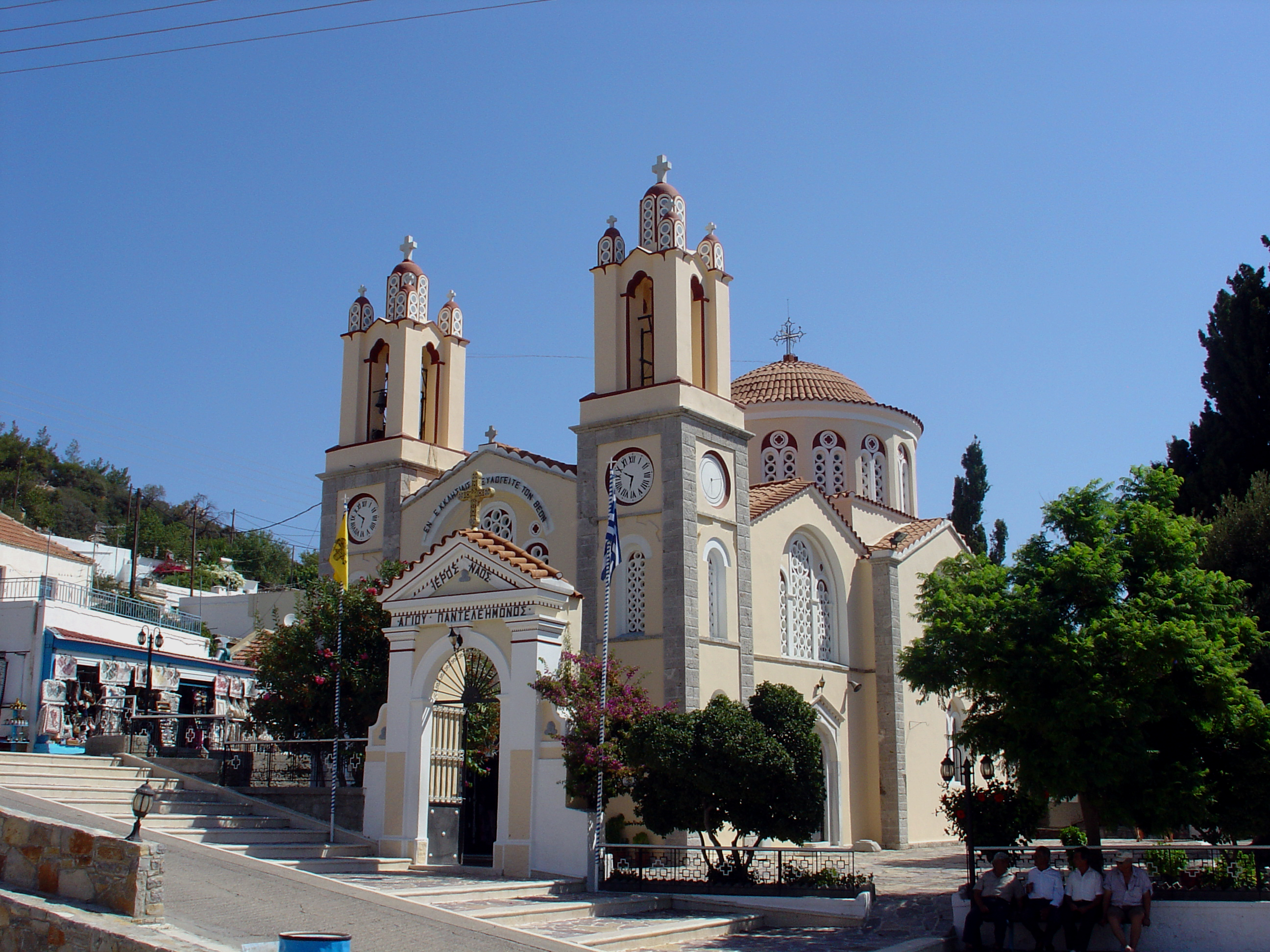
Kirche zum Hl. Pantaleon in Siana

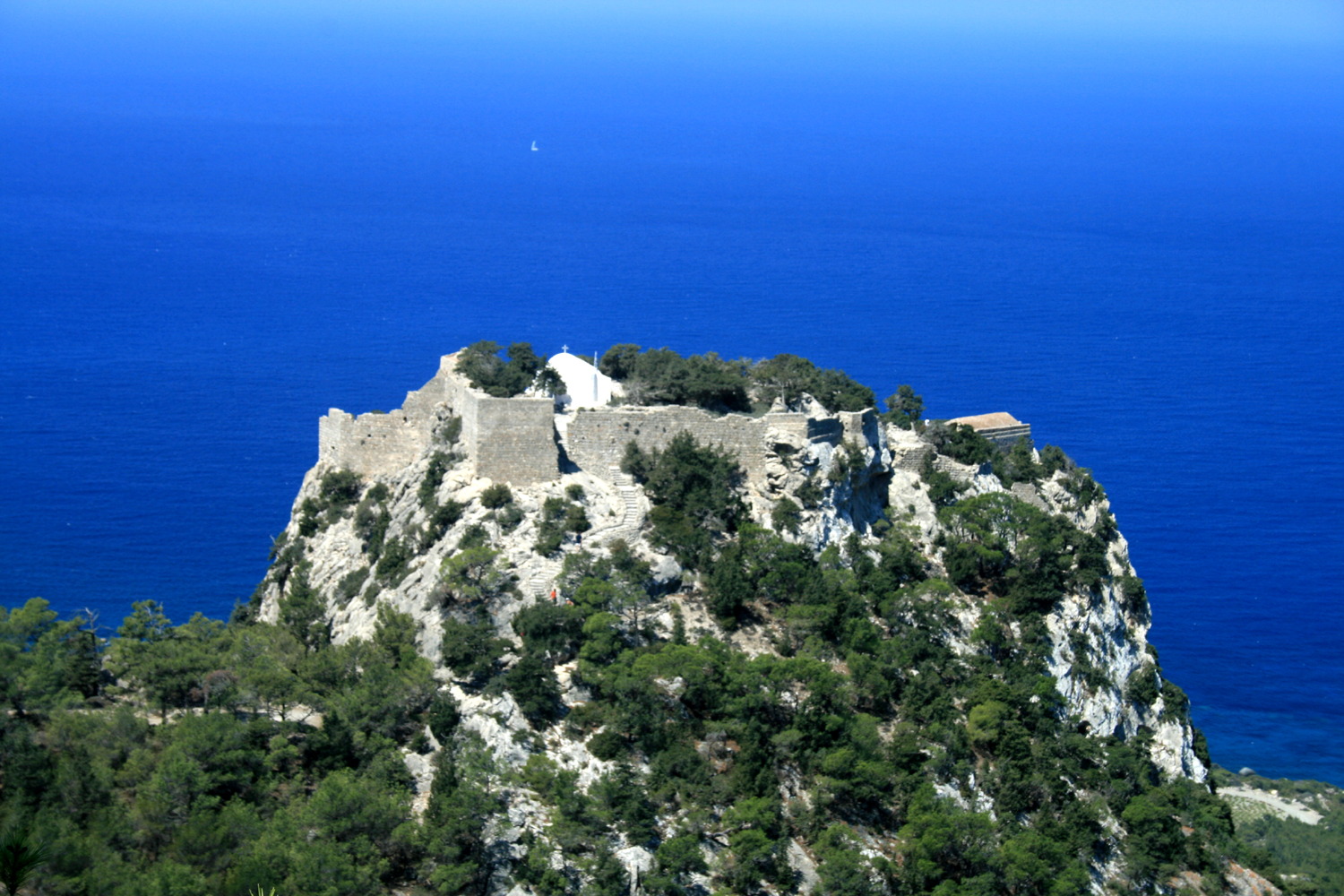
Monolithos

Von Rhodos-Stadt aus gesehen ist fast die gesamte Westküste bis Ialysos eine Kette von Hotels, Diskotheken und Bars. In Trianda (1967 noch ein beschauliches kleines Dörfchen, das gemäß Namen aus 30 noch vorhandenen Sommervillen an der Küstenstraße bestand) kann man zum Filerimos, einer Anlage der italienischen Franziskaner, sowie zu den Ruinen von Ialysos abbiegen.
Im Nordwesten der Insel, etwas im Inneren gelegen, befindet sich das Tal der Schmetterlinge (πεταλούδες, Petaloudes), das gegen Eintritt besucht werden kann. In diesem Tal ist der Russische Bär, auch bekannt als Spanische Flagge (Euplagia quadripunctaria), die zur Familie der Bärenspinner gehört, in großer Zahl anzutreffen. Grund dafür ist, dass dieses Tal von einem bedeutenden Vorkommen des Orientalischen Amberbaums (Liquidambar orientalis) besiedelt wird, dessen Harzgeruch die Schmetterlinge anzieht. Der Gepunktete Harlekin ist insbesondere durch seine leuchtend rote Farbe auf der Flügelunterseite zu erkennen. Die Population hat in den letzten Jahren drastisch abgenommen, da die Falter durch die Touristen am Tag nicht zur Ruhe kamen, um die nötige Energie für die nächtliche Paarung zu sammeln.
Ebenfalls auf der Westseite der Insel befinden sich die Ruinen der Stadt Kameiros.
Weiter im Süden, direkt an der Küste, liegt einer der drei Punkte, an denen die Johanniter ihre Insel verteidigten. Auf einem Felsendom, dessen Felswände bis zu 240 m hoch ragen, liegt die Ruine von Monolithos mit Resten der alten Burg, in der sich später ein Kloster befand. Noch steht dort eine kleine Kapelle.

### Ostseite

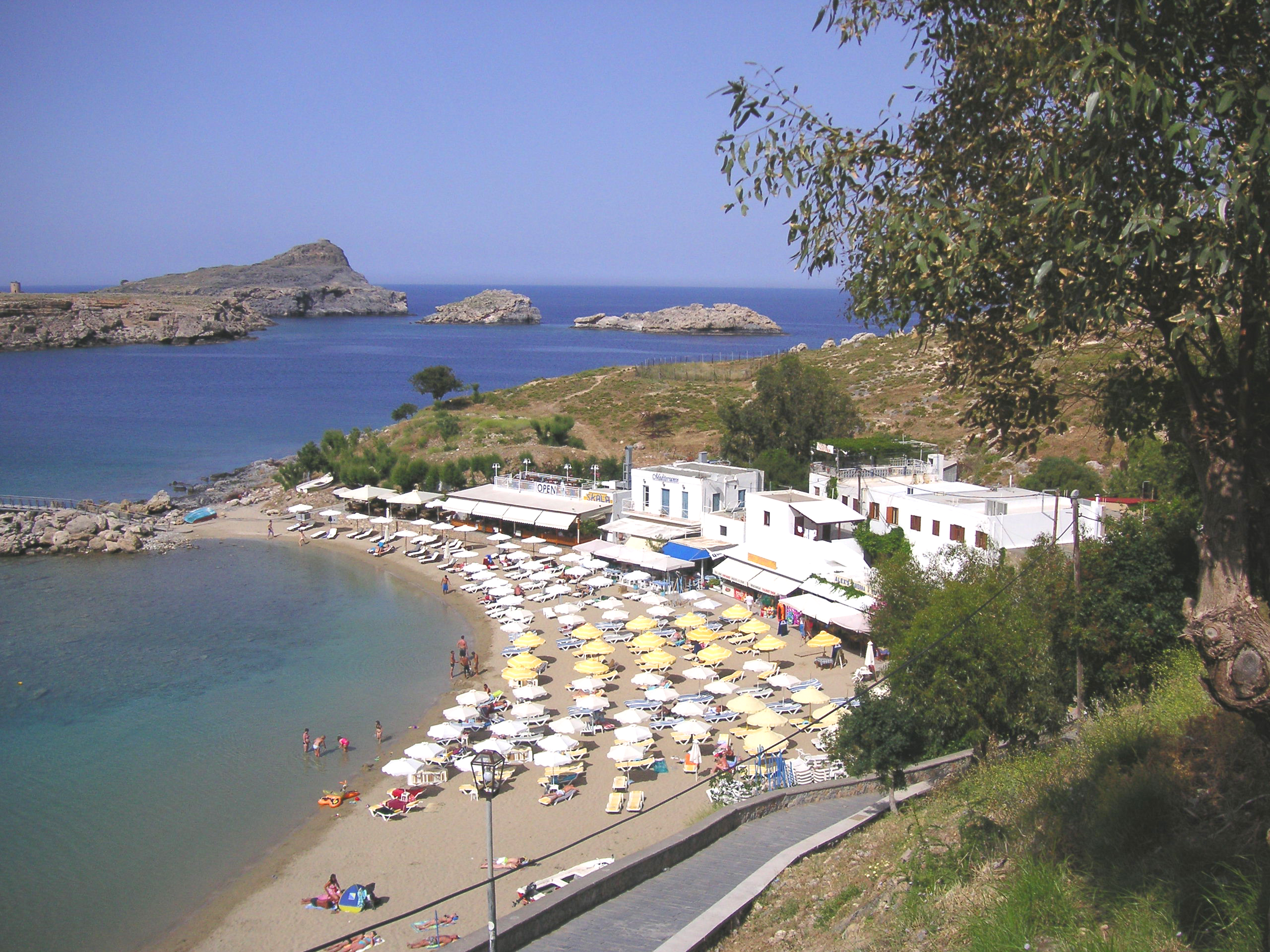
Strand bei Lindos

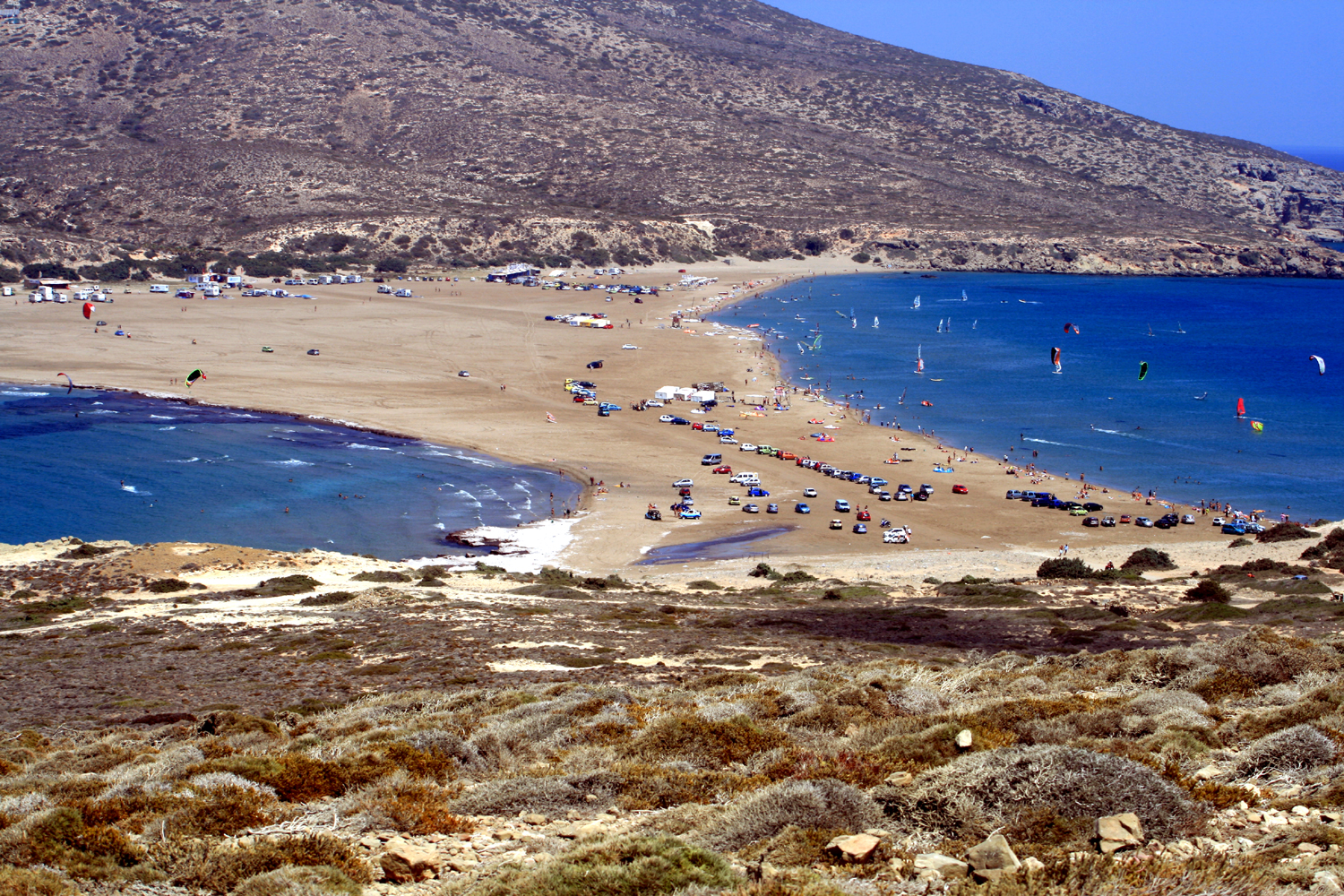
Der Isthmus von der Halbinsel Prasonisi aus gesehen

Das Zentrum des Tourismus liegt auf der Ostseite der Insel. Grund dafür sind die klimatischen Verhältnisse, da auf der Westseite viel stärkerer Wind herrscht und stärkerer Wellengang.
An der Ostküste südwärts von Rhodos-Stadt befinden sich die Thermen von Kallithea, die rekonstruiert und im Sommer 2007 neu eröffnet wurden. Etwas weiter südlich liegt die Region um Faliraki, die Hochburg des Tourismus. Der Ort bestand noch 1970 aus einem kleinen Dorf. Für kulturell und historisch interessierte Besucher hat die Stadt nichts zu bieten.
Eine der meistbesuchten Sehenswürdigkeiten der Insel ist die Stadt Lindos mit der Akropolis. Sie kann gegen Eintritt besichtigt werden und ist nach der Akropolis von Athen die meistbesuchte Akropolis Griechenlands. Sehenswert sind die zahlreichen Kapitänshäuser sowie die Marienkirche mit zahlreichen Fresken.
Weiter die Küstenstraße nach Süden folgen Urlaubsorte (Kolymbia, Gennadi). In Kattavia ist die Abzweigung nach Prasonisi erreicht, eine Halbinsel, die über eine manchmal vom Meer überspülte Sandbank mit dem Südende der Insel Rhodos verbunden ist.

### Geologie
- Ulrich Linse: Die Insel Rhodos (Griechenland). Geologische Stratigraphie und politische Strategie. Zweihundertfünfzig Jahre Forschungs-Geschichte (1761–2008). Verlag Documenta Naturae, München 2008, ISBN 978-3-86544-552-0.

### Flora und Fauna
- Thomas Bader, Christoph Riegler, Heinz Grillitsch: The herpetofauna of the Island of Rhodes (Dodecanese, Greece) / Die Herpetofauna der Insel Rhodos (Dodekanes, Griechenland). In: Herpetozoa. 21 (2009), S. 147–169 (zobodat.at [PDF]).
- Michael Hassler, Bernd Schmitt: Flora of Rhodes (online).

### Geschichte
- Χριστόδουλος Παπαχριστοδούλου: Ιστορία τής Ρόδου: Από τούς προϊστορικούς χρόνους έως τήν ενσωμάτωση τής Δωδεκανήσου (1948). Δέμοδ Ρόδου, Σεγέ Γαμματόν καί Τεχόν Δώδεκανήσου, Αθήνα 1994. (Σείρα αυτότελόν εκδορεόν. αρ. 1). Christódoulos Papachristodoúlou: Geschichte von Rhodos. Von der Vorgeschichte bis zur Eingliederung des Dodekanes. (Enosis, 1948). Athen 1994, ISBN 960-85568-0-5.
- Mario Benzi: Rodi e la civiltà micenea. In: Incunabula Graeca. 94, Gruppo Ed. Internazionale, Rom 1992 ISSN 0073-5752.
- Hans-Ulrich Wiemer: Krieg, Handel und Piraterie. Untersuchungen zur Geschichte des hellenistischen Rhodos. Akademie-Verlag, Berlin 2002, ISBN 3-05-003751-2 (Klio. Beiheft. Neue Folge 6) (partiell zugl.: Habilitationsschrift, Marburg 2000).
- Richard M. Berthold: Rhodes in the Hellenistic Age. Cornell University Press, 2009.
- Hatto H. Schmitt: Rom und Rhodos. Geschichte ihrer politischen Beziehungen seit der ersten Berührung bis zum Aufgehen des Inselstaates im römischen Weltreich (= Münchener Beiträge zur Papyrusforschung und antiken Rechtsgeschichte. 40), Beck, München 1957 (Zugl.: Diss. München 1955).
- Nicolas Vatin: Rhodes et l’Ordre de Saint-Jean-de-Jérusalem. CNRS éditions, Paris 2000, ISBN 2-271-05545-8.
- Elias Kollias: Die Ritter von Rhodos. Der Palast und die Stadt. Die mittelalterliche Stadt Rhodos, Denkmal des Weltkulturerbes UNESCO 1988. Ektodike Athenon, Athen 1991, ISBN 960-213-255-8.
- Jürgen Sarnowsky: Macht und Herrschaft im Johanniterorden des 15. Jahrhunderts. Verfassung und Verwaltung der Johanniter auf Rhodos (1421–1522). Lit, Münster u. a. 2001, ISBN 3-8258-5481-7.
- Andreas Burtscher: Von Eroberung und Verlust der schönen Insel Rhodos. Die Belagerung von Rhodos 1522 durch die Osmanen. Diplomica, Hamburg 2014.
- Leonardo Ciacci: Rodi italiana 1912–1923. Marsilio, Venedig 1991, ISBN 88-317-5581-1.
- Esther Fintz Menascé: Gli Ebrei a Rodi. Storia di un’antica comunità annientata dai nazisti. 2. Auflage. Guerini e associati, Mailand 2000, ISBN 88-7802-312-4.
- Juliane Zachhuber: Religious life in late Classical and Hellenistic Rhodes. Oxford University Press, Oxford 2024, ISBN 9780198897422.
- Anthony McElligott: The Last Transport - The Holocaust in the Eastern Aegean. Bloomsbury, London 2024, ISBN 9781474227988.

Wandern und Kunstgeschichte
- Günter Spitzing, Rhodos (Richtig wandern), DuMont Buchverlag, Köln 1987, ISBN 3-7701-1997-5.